# Ludacris/Auszeichnungen für Musikverkäufe

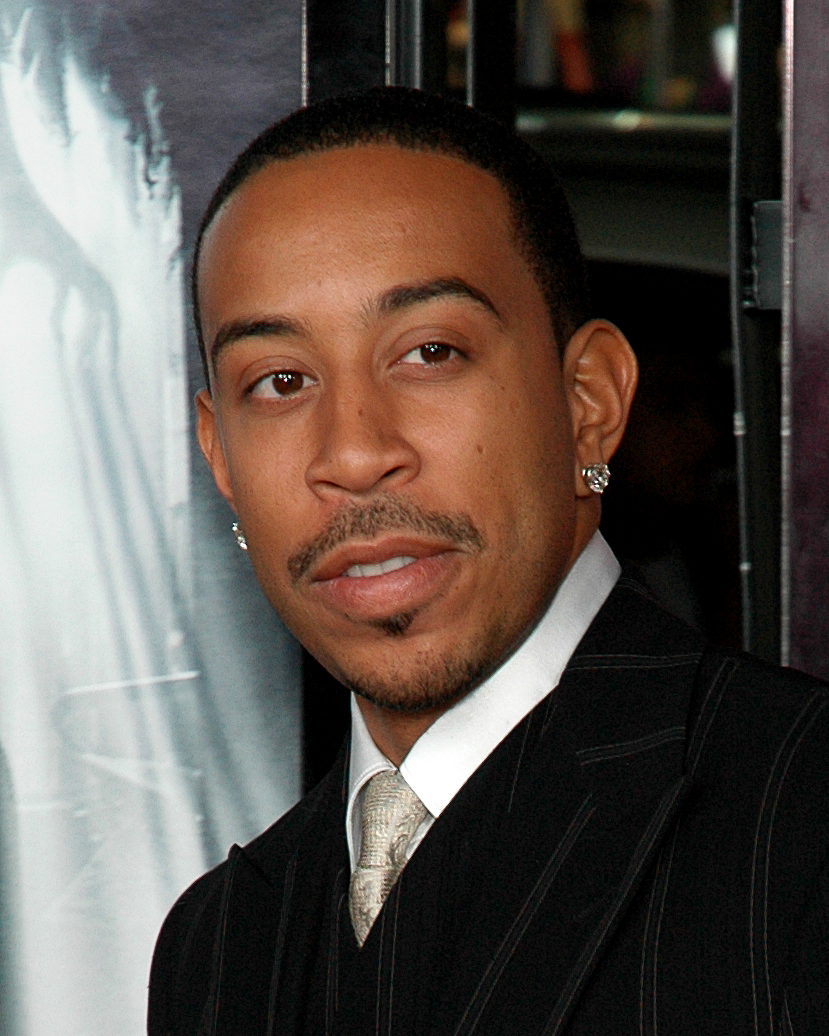
Ludacris (2008)

Dies ist eine Übersicht über die Auszeichnungen für Musikverkäufe des US-amerikanischen Rappers Ludacris. Die Auszeichnungen finden sich nach ihrer Art (Gold, Platin usw.), nach Staaten getrennt in chronologischer Reihenfolge, geordnet sowie nach den Tonträgern selbst, ebenfalls in chronologischer Reihenfolge, getrennt nach Medium (Alben, Singles usw.), wieder.

## Auszeichnungen
| - Vereinigtes Königreich - 2018: für das Album The Red Light District - 2019: für die Single All I Do Is Win - 2024: für die Single Oh - Australien - 2004: für die Single Holidae In - 2005: für die Single Oh - 2023: für die Single Tonight (Best You Ever Had) - Belgien - 2010: für die Single Break Your Heart - 2012: für die Single Baby - 2012: für die Single Little Bad Girl - Dänemark - 2011: für die Single Tonight (I’m Lovin’ You) - 2014: für das Streaming Baby - 2023: für die Single Glamorous - Deutschland - 2012: für die Single Little Bad Girl - 2018: für die Single Tonight (I’m Lovin’ You) - 2023: für die Single Glamorous - 2023: für die Single Baby - Italien - 2021: für die Single Baby - 2024: für die Single Break Your Heart - Japan - 2011: für die Single Baby (Mobile Downloads) - 2011: für die Single Baby (Downloads) - 2014: für die Single Yeah! (Digital) - Kanada - 2001: für das Album Back for the First Time - 2005: für das Album The Red Light District - Mexiko - 2013: für die Single All Around the World - Neuseeland - 2010: für die Single Break Your Heart - 2013: für die Single Rest of My Life - 2016: für die Single All Around the World - Österreich - 2004: für die Single Yeah! - 2010: für die Single Break Your Heart - 2011: für die Single Tonight (I’m Lovin’ You) - 2012: für die Single Little Bad Girl - Schweden - 2004: für die Single Yeah! - 2010: für die Single Break Your Heart - 2011: für die Single Tonight (I’m Lovin’ You) - Schweiz - 2004: für die Single Yeah! - 2011: für die Single Little Bad Girl - Spanien - 2011: für die Single Tonight (I’m Lovin’ You) - 2024: für die Single Break Your Heart - Vereinigte Staaten - 2005: für die Single Number One Spot - 2005: für die Single Holidae In - 2006: für das Album Disturbing tha Peace - 2006: für das Videoalbum The Red Light District - 2006: für die Single Georgia - 2006: für den Mastertone Get Back - 2008: für die Single Get Buck in Here - 2009: für das Album Theater of the Mind - 2011: für die Single Chopped & Skrewed - 2013: für das Lied Blueberry Yum Yum - 2021: für das Lied Beautiful Boy (Latin) - 2022: für die Single Good Lovin - 2022: für die Single Act a Fool - 2022: für die Single Area Codes - 2022: für die Single What Them Girls Like - Vereinigtes Königreich - 2013: für das Album Chicken-n-Beer - 2013: für das Album Word of Mouf - 2020: für die Single Little Bad Girl - 2022: für die Single Tonight (I’m Lovin’ You) | - Australien - 2011: für die Single Little Bad Girl - 2013: für die Single Rest of My Life - 2024: für die Single All Around the World - Belgien - 2004: für die Single Yeah! - Brasilien - 2024: für die Single Glamorous - 2024: für die Single All Around the World - Dänemark - 2012: für das Streaming Little Bad Girl - Italien - 2013: für die Single Tonight (Best You Ever Had) - 2021: für die Single Yeah! - Kanada - 2002: für das Album Word of Mouf - 2004: für das Album Chicken-n-Beer - 2013: für die Single All I Do Is Win - 2015: für die Single All Around the World - Neuseeland - 2010: für die Single Baby - 2011: für die Single Tonight (I’m Lovin’ You) - 2023: für die Single All I Do Is Win - 2024: für das Album Word of Mouf - Norwegen - 2004: für die Single Yeah! - 2013: für die Single All Around the World - Spanien - 2025: für die Single Yeah! - 2025: für die Single Baby - Vereinigte Staaten - 2006: für das Album Release Therapy - 2006: für den Mastertone Money Maker - 2019: für den Mastertone Oh - 2007: für den Mastertone Glamorous - 2013: für die Single All Around the World - 2019: für die Single Wet the Bed - 2019: für die Single Ride - 2022: für die Single Stand Up - 2022: für die Single Get Back - 2022: für die Single Rollout (My Business) - 2022: für die Single Runaway Love - 2022: für das Album Battle of the Sexes - Vereinigtes Königreich - 2021: für die Single Glamorous | - Australien - 2010: für die Single Break Your Heart - 2011: für die Single Tonight (I’m Lovin’ You) - 2011: für die Single Saturday Night - Dänemark - 2024: für die Single Yeah! - 2024: für die Single Baby - Deutschland - 2017: für die Single Yeah! - 2023: für die Single Break Your Heart - Kanada - 2015: für die Single Baby - Neuseeland - 2023: für die Single Glamorous - Schweiz - 2012: für die Single Break Your Heart - Vereinigte Staaten - 2004: für das Album Chicken-n-Beer - 2005: für das Album The Red Light District - 2011: für die Single Tonight (I’m Lovin’ You) - 2022: für die Single Tonight (Best You Ever Had) - 2022: für die Single What’s Your Fantasy - 2022: für die Single Money Maker - 2023: für die Single The Champion - 2024: für die Single Oh - Vereinigtes Königreich - 2023: für die Single Baby - Australien - 2014: für die Single Glamorous - Kanada - 2012: für die Single Break Your Heart - 2012: für die Single Tonight (I’m Lovin’ You) - Norwegen - 2013: für die Single Baby - Vereinigte Staaten - 2002: für das Album Back for the First Time - 2010: für die Single Break Your Heart - 2015: für die Single All I Do Is Win - 2016: für die Single Glamorous - 2022: für die Single How Low - 2022: für die Single My Chick Bad - Vereinigte Staaten - 2022: für das Album Word of Mouf - Vereinigtes Königreich - 2023: für die Single Yeah! - Neuseeland - 2025: für die Single Yeah! - Australien - 2024: für die Single Baby - Australien - 2022: für die Single Yeah! - Vereinigte Staaten - 2013: für die Single Baby - Vereinigte Staaten - 2024: für die Single Yeah! - Kanada - 2024: für die Single Yeah! - Brasilien - 2024: für die Single Baby |

## Auszeichnungen nach Alben

### Back for the First Time
| Land/Region               | Auszeichnungen für Musikverkäufe (Land/Region, Auszeichnung, Verkäufe) | Verkäufe  |
| ------------------------- | ---------------------------------------------------------------------- | --------- |
| Kanada (MC)               | Gold                                                                   | 50.000    |
| Vereinigte Staaten (RIAA) | 3× Platin                                                              | 3.100.000 |
| Insgesamt                 | 1× Gold · 3× Platin ·                                                  | 3.150.000 |

### Word of Mouf
| Land/Region                  | Auszeichnungen für Musikverkäufe (Land/Region, Auszeichnung, Verkäufe) | Verkäufe  |
| ---------------------------- | ---------------------------------------------------------------------- | --------- |
| Kanada (MC)                  | Platin                                                                 | 100.000   |
| Neuseeland (RMNZ)            | Platin                                                                 | 15.000    |
| Vereinigte Staaten (RIAA)    | 4× Platin                                                              | 4.000.000 |
| Vereinigtes Königreich (BPI) | Gold                                                                   | 100.000   |
| Insgesamt                    | 1× Gold · 6× Platin ·                                                  | 4.215.000 |

### Chicken-n-Beer
| Land/Region                  | Auszeichnungen für Musikverkäufe (Land/Region, Auszeichnung, Verkäufe) | Verkäufe  |
| ---------------------------- | ---------------------------------------------------------------------- | --------- |
| Kanada (MC)                  | Platin                                                                 | 100.000   |
| Vereinigte Staaten (RIAA)    | 2× Platin                                                              | 2.600.000 |
| Vereinigtes Königreich (BPI) | Gold                                                                   | 100.000   |
| Insgesamt                    | 1× Gold · 3× Platin ·                                                  | 2.800.000 |

### The Red Light District
| Land/Region                  | Auszeichnungen für Musikverkäufe (Land/Region, Auszeichnung, Verkäufe) | Verkäufe  |
| ---------------------------- | ---------------------------------------------------------------------- | --------- |
| Kanada (MC)                  | Gold                                                                   | 50.000    |
| Vereinigte Staaten (RIAA)    | 2× Platin                                                              | 2.000.000 |
| Vereinigtes Königreich (BPI) | Silber                                                                 | 60.000    |
| Insgesamt                    | 1× Silber · 1× Gold · 2× Platin ·                                      | 2.110.000 |

### Disturbing tha Peace
| Land/Region               | Auszeichnungen für Musikverkäufe (Land/Region, Auszeichnung, Verkäufe) | Verkäufe |
| ------------------------- | ---------------------------------------------------------------------- | -------- |
| Vereinigte Staaten (RIAA) | Gold                                                                   | 500.000  |
| Insgesamt                 | 1× Gold ·                                                              | 500.000  |

### Release Therapy
| Land/Region               | Auszeichnungen für Musikverkäufe (Land/Region, Auszeichnung, Verkäufe) | Verkäufe  |
| ------------------------- | ---------------------------------------------------------------------- | --------- |
| Vereinigte Staaten (RIAA) | Platin                                                                 | 1.200.000 |
| Insgesamt                 | 1× Platin ·                                                            | 1.200.000 |

### Theater of the Mind
| Land/Region               | Auszeichnungen für Musikverkäufe (Land/Region, Auszeichnung, Verkäufe) | Verkäufe |
| ------------------------- | ---------------------------------------------------------------------- | -------- |
| Vereinigte Staaten (RIAA) | Gold                                                                   | 600.000  |
| Insgesamt                 | 1× Gold ·                                                              | 600.000  |

### Battle of the Sexes
| Land/Region               | Auszeichnungen für Musikverkäufe (Land/Region, Auszeichnung, Verkäufe) | Verkäufe  |
| ------------------------- | ---------------------------------------------------------------------- | --------- |
| Vereinigte Staaten (RIAA) | Platin                                                                 | 1.000.000 |
| Insgesamt                 | 1× Platin ·                                                            | 1.000.000 |

## Auszeichnungen nach Singles

### What’s Your Fantasy
| Land/Region               | Auszeichnungen für Musikverkäufe (Land/Region, Auszeichnung, Verkäufe) | Verkäufe  |
| ------------------------- | ---------------------------------------------------------------------- | --------- |
| Vereinigte Staaten (RIAA) | 2× Platin                                                              | 2.000.000 |
| Insgesamt                 | 2× Platin ·                                                            | 2.000.000 |

### Area Codes
| Land/Region               | Auszeichnungen für Musikverkäufe (Land/Region, Auszeichnung, Verkäufe) | Verkäufe |
| ------------------------- | ---------------------------------------------------------------------- | -------- |
| Vereinigte Staaten (RIAA) | Gold                                                                   | 500.000  |
| Insgesamt                 | 1× Gold ·                                                              | 500.000  |

### Rollout (My Business)
| Land/Region               | Auszeichnungen für Musikverkäufe (Land/Region, Auszeichnung, Verkäufe) | Verkäufe  |
| ------------------------- | ---------------------------------------------------------------------- | --------- |
| Vereinigte Staaten (RIAA) | Platin                                                                 | 1.000.000 |
| Insgesamt                 | 1× Platin ·                                                            | 1.000.000 |

### Act a Fool
| Land/Region               | Auszeichnungen für Musikverkäufe (Land/Region, Auszeichnung, Verkäufe) | Verkäufe |
| ------------------------- | ---------------------------------------------------------------------- | -------- |
| Vereinigte Staaten (RIAA) | Gold                                                                   | 500.000  |
| Insgesamt                 | 1× Gold ·                                                              | 500.000  |

### Stand Up
| Land/Region               | Auszeichnungen für Musikverkäufe (Land/Region, Auszeichnung, Verkäufe) | Verkäufe  |
| ------------------------- | ---------------------------------------------------------------------- | --------- |
| Vereinigte Staaten (RIAA) | Platin                                                                 | 1.000.000 |
| Insgesamt                 | 1× Platin ·                                                            | 1.000.000 |

### Holidae In
| Land/Region               | Auszeichnungen für Musikverkäufe (Land/Region, Auszeichnung, Verkäufe) | Verkäufe |
| ------------------------- | ---------------------------------------------------------------------- | -------- |
| Australien (ARIA)         | Gold                                                                   | 35.000   |
| Vereinigte Staaten (RIAA) | Gold                                                                   | 500.000  |
| Insgesamt                 | 2× Gold ·                                                              | 535.000  |

### Yeah!
| Land/Region                  | Auszeichnungen für Musikverkäufe (Land/Region, Auszeichnung, Verkäufe) | Verkäufe   |
| ---------------------------- | ---------------------------------------------------------------------- | ---------- |
| Australien (ARIA)            | 9× Platin                                                              | 630.000    |
| Belgien (BRMA)               | Platin                                                                 | 30.000     |
| Dänemark (IFPI)              | 2× Platin                                                              | 180.000    |
| Deutschland (BVMI)           | 2× Platin                                                              | 600.000    |
| Italien (FIMI)               | Platin                                                                 | 70.000     |
| Japan (RIAJ)                 | Gold                                                                   | 100.000    |
| Kanada (MC)                  | Diamant                                                                | 800.000    |
| Neuseeland (RMNZ)            | 6× Platin                                                              | 180.000    |
| Norwegen (IFPI)              | Platin                                                                 | 10.000     |
| Österreich (IFPI)            | Gold                                                                   | 15.000     |
| Schweden (IFPI)              | Gold                                                                   | 10.000     |
| Schweiz (IFPI)               | Gold                                                                   | 20.000     |
| Spanien (Promusicae)         | Platin                                                                 | 60.000     |
| Südkorea (KMCA)              | —                                                                      | 80.388     |
| Vereinigte Staaten (RIAA)    | 13× Platin                                                             | 13.000.000 |
| Vereinigtes Königreich (BPI) | 4× Platin                                                              | 2.400.000  |
| Insgesamt                    | 4× Gold · 30× Platin · 2× Diamant ·                                    | 18.185.388 |

### Get Back
| Land/Region               | Auszeichnungen für Musikverkäufe (Land/Region, Auszeichnung, Verkäufe) | Verkäufe  |
| ------------------------- | ---------------------------------------------------------------------- | --------- |
| Vereinigte Staaten (RIAA) | Platin · + Gold (Mastertone)                                           | 1.500.000 |
| Insgesamt                 | 1× Gold · 1× Platin ·                                                  | 1.500.000 |

### Number One Spot
| Land/Region               | Auszeichnungen für Musikverkäufe (Land/Region, Auszeichnung, Verkäufe) | Verkäufe |
| ------------------------- | ---------------------------------------------------------------------- | -------- |
| Vereinigte Staaten (RIAA) | Gold                                                                   | 500.000  |
| Insgesamt                 | 1× Gold ·                                                              | 500.000  |

### Oh
| Land/Region                  | Auszeichnungen für Musikverkäufe (Land/Region, Auszeichnung, Verkäufe) | Verkäufe  |
| ---------------------------- | ---------------------------------------------------------------------- | --------- |
| Australien (ARIA)            | Gold                                                                   | 35.000    |
| Vereinigte Staaten (RIAA)    | 2× Platin · + Platin (Mastertone)                                      | 2.500.000 |
| Vereinigtes Königreich (BPI) | Silber                                                                 | 200.000   |
| Insgesamt                    | 1× Silber · 1× Gold · 3× Platin ·                                      | 3.235.000 |

### Georgia
| Land/Region               | Auszeichnungen für Musikverkäufe (Land/Region, Auszeichnung, Verkäufe) | Verkäufe |
| ------------------------- | ---------------------------------------------------------------------- | -------- |
| Vereinigte Staaten (RIAA) | Gold                                                                   | 500.000  |
| Insgesamt                 | 1× Gold ·                                                              | 500.000  |

### Money Maker
| Land/Region               | Auszeichnungen für Musikverkäufe (Land/Region, Auszeichnung, Verkäufe) | Verkäufe  |
| ------------------------- | ---------------------------------------------------------------------- | --------- |
| Vereinigte Staaten (RIAA) | 2× Platin · + Platin (Mastertone)                                      | 3.000.000 |
| Insgesamt                 | 3× Platin ·                                                            | 3.000.000 |

### Runaway Love
| Land/Region               | Auszeichnungen für Musikverkäufe (Land/Region, Auszeichnung, Verkäufe) | Verkäufe  |
| ------------------------- | ---------------------------------------------------------------------- | --------- |
| Vereinigte Staaten (RIAA) | Platin                                                                 | 1.000.000 |
| Insgesamt                 | 1× Platin ·                                                            | 1.000.000 |

### What Them Girls Like
| Land/Region               | Auszeichnungen für Musikverkäufe (Land/Region, Auszeichnung, Verkäufe) | Verkäufe |
| ------------------------- | ---------------------------------------------------------------------- | -------- |
| Vereinigte Staaten (RIAA) | Gold                                                                   | 500.000  |
| Insgesamt                 | 1× Gold ·                                                              | 500.000  |

### Glamorous
| Land/Region                  | Auszeichnungen für Musikverkäufe (Land/Region, Auszeichnung, Verkäufe) | Verkäufe  |
| ---------------------------- | ---------------------------------------------------------------------- | --------- |
| Australien (ARIA)            | 3× Platin                                                              | 210.000   |
| Brasilien (PMB)              | Platin                                                                 | 60.000    |
| Dänemark (IFPI)              | Gold                                                                   | 45.000    |
| Deutschland (BVMI)           | Gold                                                                   | 150.000   |
| Neuseeland (RMNZ)            | 2× Platin                                                              | 60.000    |
| Vereinigte Staaten (RIAA)    | 3× Platin (Single) · + Platin (Mastertone)                             | 4.000.000 |
| Vereinigtes Königreich (BPI) | Platin                                                                 | 600.000   |
| Insgesamt                    | 2× Gold · 11× Platin ·                                                 | 5.125.000 |

### Get Buck in Here
| Land/Region               | Auszeichnungen für Musikverkäufe (Land/Region, Auszeichnung, Verkäufe) | Verkäufe |
| ------------------------- | ---------------------------------------------------------------------- | -------- |
| Vereinigte Staaten (RIAA) | Gold                                                                   | 500.000  |
| Insgesamt                 | 1× Gold ·                                                              | 500.000  |

### Chopped & Skrewed
| Land/Region               | Auszeichnungen für Musikverkäufe (Land/Region, Auszeichnung, Verkäufe) | Verkäufe |
| ------------------------- | ---------------------------------------------------------------------- | -------- |
| Vereinigte Staaten (RIAA) | Gold                                                                   | 500.000  |
| Insgesamt                 | 1× Gold ·                                                              | 500.000  |

### Break Your Heart
| Land/Region               | Auszeichnungen für Musikverkäufe (Land/Region, Auszeichnung, Verkäufe) | Verkäufe  |
| ------------------------- | ---------------------------------------------------------------------- | --------- |
| Australien (ARIA)         | 2× Platin                                                              | 140.000   |
| Belgien (BRMA)            | Gold                                                                   | 15.000    |
| Deutschland (BVMI)        | 2× Platin                                                              | 600.000   |
| Frankreich (SNEP)         | —                                                                      | 137.000   |
| Italien (FIMI)            | Gold                                                                   | 50.000    |
| Kanada (MC)               | 3× Platin                                                              | 240.000   |
| Neuseeland (RMNZ)         | Gold                                                                   | 7.500     |
| Österreich (IFPI)         | Gold                                                                   | 15.000    |
| Schweden (IFPI)           | Gold                                                                   | 20.000    |
| Schweiz (IFPI)            | 2× Platin                                                              | 60.000    |
| Spanien (Promusicae)      | Gold                                                                   | 30.000    |
| Südkorea (KMCA)           | —                                                                      | 201.288   |
| Vereinigte Staaten (RIAA) | 3× Platin                                                              | 3.000.000 |
| Insgesamt                 | 6× Gold · 12× Platin ·                                                 | 4.515.788 |

### How Low
| Land/Region               | Auszeichnungen für Musikverkäufe (Land/Region, Auszeichnung, Verkäufe) | Verkäufe  |
| ------------------------- | ---------------------------------------------------------------------- | --------- |
| Vereinigte Staaten (RIAA) | 3× Platin                                                              | 3.000.000 |
| Insgesamt                 | 3× Platin ·                                                            | 3.000.000 |

### Baby
| Land/Region                  | Auszeichnungen für Musikverkäufe (Land/Region, Auszeichnung, Verkäufe) | Verkäufe   |
| ---------------------------- | ---------------------------------------------------------------------- | ---------- |
| Australien (ARIA)            | 8× Platin                                                              | 560.000    |
| Belgien (BRMA)               | Gold                                                                   | 15.000     |
| Brasilien (PMB)              | 4× Diamant                                                             | 1.000.000  |
| Dänemark (IFPI)              | 2× Platin                                                              | 180.000    |
| Deutschland (BVMI)           | Gold                                                                   | 150.000    |
| Frankreich (SNEP)            | —                                                                      | 108.200    |
| Italien (FIMI)               | Gold                                                                   | 35.000     |
| Japan (RIAJ)                 | Gold (Downloads) · + Gold (Mobile Downloads)                           | 200.000    |
| Kanada (MC)                  | 2× Platin                                                              | 160.000    |
| Neuseeland (RMNZ)            | Platin                                                                 | 15.000     |
| Norwegen (IFPI)              | 3× Platin                                                              | 30.000     |
| Spanien (Promusicae)         | Platin                                                                 | 60.000     |
| Südkorea (KMCA)              | —                                                                      | 695.505    |
| Vereinigte Staaten (RIAA)    | 12× Platin                                                             | 12.000.000 |
| Vereinigtes Königreich (BPI) | 2× Platin                                                              | 1.200.000  |
| Insgesamt                    | 5× Gold · 21× Platin · 5× Diamant ·                                    | 16.408.705 |

### All I Do Is Win
| Land/Region                  | Auszeichnungen für Musikverkäufe (Land/Region, Auszeichnung, Verkäufe) | Verkäufe  |
| ---------------------------- | ---------------------------------------------------------------------- | --------- |
| Kanada (MC)                  | Platin                                                                 | 80.000    |
| Neuseeland (RMNZ)            | Platin                                                                 | 30.000    |
| Vereinigte Staaten (RIAA)    | 3× Platin                                                              | 3.000.000 |
| Vereinigtes Königreich (BPI) | Silber                                                                 | 200.000   |
| Insgesamt                    | 1× Silber · 5× Platin ·                                                | 3.310.000 |

### Ride
| Land/Region               | Auszeichnungen für Musikverkäufe (Land/Region, Auszeichnung, Verkäufe) | Verkäufe  |
| ------------------------- | ---------------------------------------------------------------------- | --------- |
| Vereinigte Staaten (RIAA) | Platin                                                                 | 1.000.000 |
| Insgesamt                 | 1× Platin ·                                                            | 1.000.000 |

### My Chick Bad
| Land/Region               | Auszeichnungen für Musikverkäufe (Land/Region, Auszeichnung, Verkäufe) | Verkäufe  |
| ------------------------- | ---------------------------------------------------------------------- | --------- |
| Vereinigte Staaten (RIAA) | 3× Platin                                                              | 3.000.000 |
| Insgesamt                 | 3× Platin ·                                                            | 3.000.000 |

### Saturday Night
| Land/Region       | Auszeichnungen für Musikverkäufe (Land/Region, Auszeichnung, Verkäufe) | Verkäufe |
| ----------------- | ---------------------------------------------------------------------- | -------- |
| Australien (ARIA) | 2× Platin                                                              | 140.000  |
| Insgesamt         | 2× Platin ·                                                            | 140.000  |

### Tonight (I’m Lovin’ You)
| Land/Region                  | Auszeichnungen für Musikverkäufe (Land/Region, Auszeichnung, Verkäufe) | Verkäufe  |
| ---------------------------- | ---------------------------------------------------------------------- | --------- |
| Australien (ARIA)            | 2× Platin                                                              | 140.000   |
| Dänemark (IFPI)              | Gold                                                                   | 15.000    |
| Deutschland (BVMI)           | Gold                                                                   | 150.000   |
| Kanada (MC)                  | 3× Platin                                                              | 240.000   |
| Neuseeland (RMNZ)            | Platin                                                                 | 15.000    |
| Österreich (IFPI)            | Gold                                                                   | 15.000    |
| Schweden (IFPI)              | Gold                                                                   | 20.000    |
| Spanien (Promusicae)         | Gold                                                                   | 20.000    |
| Vereinigte Staaten (RIAA)    | 2× Platin                                                              | 3.204.000 |
| Vereinigtes Königreich (BPI) | Gold                                                                   | 400.000   |
| Insgesamt                    | 6× Gold · 8× Platin ·                                                  | 4.219.000 |

### Little Bad Girl
| Land/Region                  | Auszeichnungen für Musikverkäufe (Land/Region, Auszeichnung, Verkäufe) | Verkäufe |
| ---------------------------- | ---------------------------------------------------------------------- | -------- |
| Australien (ARIA)            | Platin                                                                 | 70.000   |
| Belgien (BRMA)               | Gold                                                                   | 15.000   |
| Deutschland (BVMI)           | Gold                                                                   | 150.000  |
| Frankreich (SNEP)            | —                                                                      | 82.900   |
| Österreich (IFPI)            | Gold                                                                   | 15.000   |
| Schweiz (IFPI)               | Gold                                                                   | 15.000   |
| Vereinigtes Königreich (BPI) | Gold                                                                   | 400.000  |
| Insgesamt                    | 5× Gold · 1× Platin ·                                                  | 747.900  |

### Wet the Bed
| Land/Region               | Auszeichnungen für Musikverkäufe (Land/Region, Auszeichnung, Verkäufe) | Verkäufe  |
| ------------------------- | ---------------------------------------------------------------------- | --------- |
| Vereinigte Staaten (RIAA) | Platin                                                                 | 1.000.000 |
| Insgesamt                 | 1× Platin ·                                                            | 1.000.000 |

### Tonight (Best You Ever Had)
| Land/Region               | Auszeichnungen für Musikverkäufe (Land/Region, Auszeichnung, Verkäufe) | Verkäufe  |
| ------------------------- | ---------------------------------------------------------------------- | --------- |
| Australien (ARIA)         | Gold                                                                   | 35.000    |
| Italien (FIMI)            | Platin                                                                 | 30.000    |
| Vereinigte Staaten (RIAA) | 2× Platin                                                              | 2.000.000 |
| Insgesamt                 | 1× Gold · 3× Platin ·                                                  | 2.065.000 |

### All Around the World
| Land/Region               | Auszeichnungen für Musikverkäufe (Land/Region, Auszeichnung, Verkäufe) | Verkäufe  |
| ------------------------- | ---------------------------------------------------------------------- | --------- |
| Australien (ARIA)         | Platin                                                                 | 70.000    |
| Brasilien (PMB)           | Platin                                                                 | 60.000    |
| Mexiko (AMPROFON)         | Gold                                                                   | 30.000    |
| Neuseeland (RMNZ)         | Gold                                                                   | 7.500     |
| Kanada (MC)               | Platin                                                                 | 80.000    |
| Norwegen (IFPI)           | Platin                                                                 | 10.000    |
| Vereinigte Staaten (RIAA) | Platin                                                                 | 1.000.000 |
| Insgesamt                 | 2× Gold · 5× Platin ·                                                  | 1.257.500 |

### Rest of My Life
| Land/Region       | Auszeichnungen für Musikverkäufe (Land/Region, Auszeichnung, Verkäufe) | Verkäufe |
| ----------------- | ---------------------------------------------------------------------- | -------- |
| Australien (ARIA) | Platin                                                                 | 70.000   |
| Neuseeland (RMNZ) | Gold                                                                   | 7.500    |
| Insgesamt         | 1× Gold · 1× Platin ·                                                  | 77.500   |

### Good Lovin
| Land/Region               | Auszeichnungen für Musikverkäufe (Land/Region, Auszeichnung, Verkäufe) | Verkäufe |
| ------------------------- | ---------------------------------------------------------------------- | -------- |
| Vereinigte Staaten (RIAA) | Gold                                                                   | 500.000  |
| Insgesamt                 | 1× Gold ·                                                              | 500.000  |

### The Champion
| Land/Region               | Auszeichnungen für Musikverkäufe (Land/Region, Auszeichnung, Verkäufe) | Verkäufe  |
| ------------------------- | ---------------------------------------------------------------------- | --------- |
| Vereinigte Staaten (RIAA) | 2× Platin                                                              | 2.000.000 |
| Insgesamt                 | 2× Platin ·                                                            | 2.000.000 |

## Auszeichnungen nach Liedern

### Blueberry Yum Yum
| Land/Region               | Auszeichnungen für Musikverkäufe (Land/Region, Auszeichnung, Verkäufe) | Verkäufe |
| ------------------------- | ---------------------------------------------------------------------- | -------- |
| Vereinigte Staaten (RIAA) | Gold                                                                   | 500.000  |
| Insgesamt                 | 1× Gold ·                                                              | 500.000  |

### Beautiful Boy
| Land/Region               | Auszeichnungen für Musikverkäufe (Land/Region, Auszeichnung, Verkäufe) | Verkäufe |
| ------------------------- | ---------------------------------------------------------------------- | -------- |
| Vereinigte Staaten (RIAA) | Gold                                                                   | 30.000   |
| Insgesamt                 | 1× Gold ·                                                              | 30.000   |

## Auszeichnungen nach Musikstreamings

### Baby
| Land/Region     | Auszeichnungen für Musikverkäufe (Land/Region, Auszeichnung, Verkäufe) | Verkäufe |
| --------------- | ---------------------------------------------------------------------- | -------- |
| Dänemark (IFPI) | Gold                                                                   | 900.000  |
| Insgesamt       | 1× Gold ·                                                              | 900.000  |

### Little Bad Girl
| Land/Region     | Auszeichnungen für Musikverkäufe (Land/Region, Auszeichnung, Verkäufe) | Verkäufe  |
| --------------- | ---------------------------------------------------------------------- | --------- |
| Dänemark (IFPI) | Platin                                                                 | 2.600.000 |
| Insgesamt       | 1× Platin ·                                                            | 2.600.000 |

## Auszeichnungen nach Videoalben

### The Red Light District
| Land/Region               | Auszeichnungen für Musikverkäufe (Land/Region, Auszeichnung, Verkäufe) | Verkäufe |
| ------------------------- | ---------------------------------------------------------------------- | -------- |
| Vereinigte Staaten (RIAA) | Gold                                                                   | 50.000   |
| Insgesamt                 | 1× Gold ·                                                              | 50.000   |

## Statistik und Quellen
| Land/RegionAuszeichnungen für Musikverkäufe (Land/Region, Auszeichnungen, Verkäufe, Quellen) | Silber     | Gold       | Platin         | Diamant     | Verkäufe   | Quellen                           |
| -------------------------------------------------------------------------------------------- | ---------- | ---------- | -------------- | ----------- | ---------- | --------------------------------- |
| Australien (ARIA)                                                                            | —          | 3× Gold3   | 29× Platin29   | —           | 2.170.000  | aria.com.au                       |
| Belgien (BRMA)                                                                               | —          | 3× Gold3   | Platin1        | —           | 75.000     | ultratop.be                       |
| Brasilien (PMB)                                                                              | —          | —          | 2× Platin2     | 4× Diamant4 | 1.120.000  | pro-musicabr.org.br               |
| Dänemark (IFPI)                                                                              | —          | 3× Gold3   | 5× Platin5     | —           | 420.000    | ifpi.dk                           |
| Deutschland (BVMI)                                                                           | —          | 4× Gold4   | 4× Platin4     | —           | 1.800.000  | musikindustrie.de                 |
| Frankreich (SNEP)                                                                            | —          | —          | —              | —           | 328.100    | Einzelnachweise                   |
| Italien (FIMI)                                                                               | —          | 2× Gold2   | 2× Platin2     | —           | 185.000    | fimi.it                           |
| Japan (RIAJ)                                                                                 | —          | 3× Gold3   | —              | —           | 300.000    | riaj.or.jp                        |
| Kanada (MC)                                                                                  | —          | 2× Gold2   | 12× Platin12   | Diamant1    | 1.900.000  | musiccanada.com                   |
| Mexiko (AMPROFON)                                                                            | —          | Gold1      | —              | —           | 30.000     | amprofon.com.mx                   |
| Neuseeland (RMNZ)                                                                            | —          | 3× Gold3   | 12× Platin12   | —           | 337.500    | aotearoamusiccharts.co.nz NZ2 NZ3 |
| Norwegen (IFPI)                                                                              | —          | —          | 5× Platin5     | —           | 50.000     | ifpi.no NO2                       |
| Österreich (IFPI)                                                                            | —          | 4× Gold4   | —              | —           | 60.000     | ifpi.at                           |
| Schweden (IFPI)                                                                              | —          | 3× Gold3   | —              | —           | 50.000     | sverigetopplistan.se              |
| Schweiz (IFPI)                                                                               | —          | 2× Gold2   | 2× Platin2     | —           | 95.000     | hitparade.ch                      |
| Spanien (Promusicae)                                                                         | —          | 2× Gold2   | 2× Platin2     | —           | 170.000    | elportaldemusica.es ES2           |
| Südkorea (KMCA)                                                                              | —          | —          | —              | —           | 977.181    | Einzelnachweise                   |
| Vereinigte Staaten (RIAA)                                                                    | —          | 15× Gold15 | 55× Platin55   | 2× Diamant2 | 83.784.000 | riaa.com                          |
| Vereinigtes Königreich (BPI)                                                                 | 3× Silber3 | 4× Gold4   | 7× Platin7     | —           | 5.660.000  | bpi.co.uk                         |
| Insgesamt                                                                                    | 3× Silber3 | 54× Gold54 | 138× Platin138 | 7× Diamant7 |            |                                   |